# Lâu đài thủy tinh (phim truyền hình)
Lâu đài thủy tinh (tiếng Hàn: 유리의 성; Hanja: 玻璃의 城; Romaja: Yuriui Seong) là một bộ phim truyền hình Hàn Quốc 2008 phim chiếu trên SBS từ 25 tháng 8 năm 2008 đến 9 tháng 5 năm 2009 vào mỗi thứ 2&thứ6 lúc 20:50 gồm 175 tập.

## Phân vai

### Nhân vật chính
- Yoon So-yi vai Jung Min-joo, 26 tuổi (lồng tiếng: Thanh Hồng)
- Lee Jin-wook vai Kim Joon-sung, 32 tuổi[1]
- Kim Seung-soo vai Park Seok-jin, 37 tuổi[2] (lồng tiếng: Trường Tân)

### Nhân vật phụ
Gia đình họ Jung
- Lee Hye-sook vai Han Yang-suk (mẹ của Min-joo)
- Lee Han-wi vai Son Dong-sik
- Han Yeo-reum vai Kang Hye-young
- Shin Dong-woo vai Son Kang-min

Gia đình họ Kim
- Park Geun-hyung vai Kim Doo-hyung (ba của Joon-sung) (lồng tiếng Việt: Trường Tân)
- Park Won-sook vai Yoon In-kyung (mẹ của Joon-sung)
- Jang Hyun-sung vai Kim Gyu-sung
- Yang Jung-ah vai Oh Yoo-ran (vợ của Gyu-sung)
- Yoo Seo-jin vai Kim Joon-hee (lồng tiếng Việt:Lê Hà)

Gia đình họ Park
- Jung Jae-soon vai Yoon In-suk
- Lee Joo-yeon vai Park Seul-ki

Nhân vật khác
- Jung Jin-moo vai Jang Tae-soo (bạn trai Hye-young)
- Kim Sun-hwa vai Chun Ok-ja (mẹ của Tae-soo)
- Song Ji-eun vai Song Ji-yeon
- Yoon Ah-jung vai Lee Joo-hee
- Jung Da-young vai Seo Ye-kyung
- Seo Jin-wook vai Min Ji-hwan
- Yoo Tae-woong vai prosecutor Lee Hyung-suk
- Song Seo-yeon vai Song Ji-yeon
- Kang Chan-yang vai Kang Mi-ae

## Giải thưởng
SBS Drama Awards 2008
- Best Supporting Actor in a Serial Drama: Lee Han-wi
- New Star Award: Yoon So-yi